# Christian Kalkbrenner
Christian Kalkbrenner (Minden, 22 settembre 1755 – Parigi, 10 agosto 1806) è stato un compositore e musicologo tedesco.

## Biografia
Compositore e violinista di corte, si trasferì a Berlino al servizio della regina di Prussia e del principe Enrico, e nel 1799 si trasferì a Parigi, dove divenne responsabile del canto all'Opéra national de Paris.
Compose diverse opere, due sinfonie, un concerto per pianoforte, tre serie di sonate per pianoforte e due oratori composti su arie di Mozart, Haydn e altri. Fu autore di una Histoire de la musique (Parigi, 1802, 2 voll.) e un trattato sulla musica.
Era il padre del pianista Friedrich Kalkbrenner.

## Opere
- Démocrite, opera buffa in tre atti, 1792, Rheinsberg
- La Femme et le secret, opera
- Lanassa, grand opera
- La Veuve du Malabar, opera
- La Descente des Français en Angleterre, pièce in un atto, 1798
- Olimpie, tragedia lirica in tre atti su libretto di Nicolas-François Guillard, rappresentata al Théâtre de la République et des Arts a Parigi il 18 dicembre 1798
- Scène de Pygmalion, scene con orchestra, 1799
- Scène tirée des poésies d'Ossian, 1800
- Œnone, grand opéra in due atti su libretto di Antoine Le Bailly, 1800 e 1812
- Saül, oratorio su testo di Étienne Morel de Chédeville, Jacques-Marie Deschamps e Jean-Baptiste-Denis Despré, 1803
- Don Juan (1805): dramma lirico in tre atti. Per la prima volta in francese, fu rappresentata il 17 settembre 1805 alla Imperial Academy of Music. Il suo testo venne scritto da Henri-Joseph Thüring de Ryss e Denis Baillot, sub-bibliotecario della Bibliothèque impériale de Versailles.